# Махи, махи
Махи, махи је девети студијски албум српске певачице Вики Миљковић, објављен 2005. године за издавачку кућу Grand Production.

## Списак песама
| №               | Назив                 | Текст            | Музика           | Аранжман         | Трајање |  |
| 1.              | Махи, махи            | Марина Туцаковић | Ананд Раџ Ананд  | Драган Ташковић  | 3:27    |  |
| 2.              | Обележена             | Драган Брајовић  | Драган Брајовић  | Дејан Абадић     | 4:22    |  |
| 3.              | Да ли си добро спавао | Марина Туцаковић | Александар Милић | Александар Милић | 3:46    |  |
| 4.              | Цурице                | Марина Туцаковић | Ромарио          | Драган Ташковић  | 3:30    |  |
| 5.              | Празан стан           | Марина Туцаковић | Рам Сампат       | Драган Ташковић  | 3:22    |  |
| 6.              | Ти, мушкарац          | Марина Туцаковић | Кики Лесендрић   | Драган Ташковић  | 3:47    |  |
| 7.              | Несаница              | Драган Брајовић  | Драган Брајовић  | Дејан Абадић     | 3:49    |  |
| 8.              | О, како боли          | Марина Туцаковић | Александар Милић | Александар Милић | 3:34    |  |
| 9.              | Разлика               | Марина Туцаковић | Ромарио          | Драган Ташковић  | 3:37    |  |
| Укупно трајање: | Укупно трајање:       | Укупно трајање:  | Укупно трајање:  | Укупно трајање:  | 33:14   |  |